# Code of Honor (Star Trek: The Next Generation)
"Code of Honor" é o quarto episódio da primeira temporada da série de ficção científica estadunidense Star Trek: The Next Generation. Foi exibido pela primeira vez nos Estados Unidos por redifusão em 12 de outubro de 1987, tendo sido escrito por Katharyn Powers e Michael Baron, e dirigido por Russ Mayberry e Les Landau. The Next Generation se passa no século XXIV e acompanha as aventuras da tripulação da nave estelar USS Enterprise-D. Neste episódio, a tenente Tasha Yar é sequestrada pelo líder do povo ligoniano com o objetivo de usá-la como uma peã para aumentar o seu próprio poder.
A história apresentada por Powers e Baron originalmente envolvia uma espécie alienígena reptiliana que aderia a um código de honra similar ao buxido dos samurais, porém passou por várias revisões. A temática africana e o elenco convidado composto totalmente por atores pretos foi uma ideia de Mayberry, que foi demitido durante as filmagens e substituído por Landau. "Code of Honor" teve uma queda de audiência em relação ao dois episódios anteriores e foi muito criticado pelos fãs, elenco e crítica especializada, sendo considerado uma história racista e um dos piores episódios da franquia Star Trek.

## Enredo
A USS Enterprise chega no planeta Ligon II para buscar vacinas necessárias para conter um surto em outro planeta. Os ligonianos têm uma cultura com costumes rígidos, com os homens governando a sociedade e as mulheres controlando as terras. Lutan, o líder dos ligonianos, sobe a bordo da Enterprise para entregar uma amostra da vacina e fica impressionado pela posição da tenente Tasha Yar como chefe de segurança. Ele e os ligonianos sequestram Yar e se teletransportam de volta para a superfície. O capitão Jean-Luc Picard exige o retorno de Yar, considerando o sequestro um ato de guerra, mas é inicialmente ignorado. Ele determina que Lutan levou Yar como uma forma de demonstrar heroísmo e assim conquistar mais poder. Picard entra em contato com Lutan de forma mais amigável e recebe permissão para descer ao planeta.
Lutan anuncia que deseja transformar Yar em sua "primeira", surpreendendo todos, inclusive Yareena, que já ocupa essa posição. Ela desafia Yar para um combate até a morte para retomar sua posição. Picard protesta, mas Lutan se recusa a dar as vacinas a menos que Yar participasse da luta. A tripulação descobre que as lâminas usadas no combate serão revestidas de veneno letal e que Lutan deve sua posição à fortuna de Yareena. Yar consegue acertar Yareena com sua lâmina e as duas são rapidamente teletransportadas para a Enterprise, mesmo com a oposição de Lutan. A doutora Beverly Crusher consegue neutralizar o veneno e reviver Yareena, mas mente para Lutan e diz que ela morreu, desta forma dando a vitória para Yar e quebrando o vínculo da "primeira". Yareena fica livre para escolher um novo marido, escolhendo Hagon, um guarda-costa de Lutan. Consequentemente, Lutan perde sua proeminência. Hagon permite que Yar vá embora e dá as vacinas para a Enterprise.

## Produção
A roteirista Katharyn Powers foi convidada a apresentar uma história para Star Trek: The Next Generation porque era amiga da roteirista D. C. Fontana. A ideia de Powers e Michael Baron tinha uma espécie reptiliana chamada tellisianos que seguia um código de honra similar ao buxido dos samurais. Entretanto, o roteiro e os alienígenas passaram por várias alterações. A temática africana foi trazida pelo diretor Russ Mayberry, que também escolheu apenas atores pretos para interpretarem os ligonianos. Mayberry foi demitido durante as filmagens pelo produtor executivo Gene Roddenberry, com o episódio sendo finalizado pelo primeiro assistente de direção Les Landau. O autor Keith R. A. DeCandido afirmou que a demissão ocorreu pela escolha de elenco, já o ator Wil Wheaton achou que foi porque o diretor agiu de forma racista com os atores convidados.
Este foi o primeiro episódio de The Next Generation que mostrou a estrutura de grade preta e amarela para o holodeque vazio. Entretanto, a interface parecida com um telefone de corda usada por Tasha Yar nunca foi vista novamente, com os tripulantes em episódios futuros usando comandos vocais para programar o holodeque. Jean-Luc Picard mostrou orgulho de sua origem francesa, um traço que raramente foi repetido depois disto, como no episódio seguinte "The Last Outpost" e depois em "Disaster".

## Repercussão

### Audiência
"Code of Honor" foi exibido pela primeira vez nos Estados Unidos por redifusão na semana que começou em 12 de outubro de 1987. Teve um índice Nielsen de 9,5, refletindo a porcentagem das residências que assistiram ao episódio. Este foi um número menor que os dois episódios anteriores, mas maior que o episódio seguinte.

### Crítica
Wheaton escreveu uma resenha para a HuffPost duas décadas depois da exibição, destacando que era a primeira vez que assistia desde 1987. Ele achou que o episódio não era bom, mas "não tão racista quanto eu me lembro. Quero dizer, certamente não é tão racista quanto 'Angel One' é sexista, e isso não teria sido um problema se os ligonianos não tivessem sido arbitrariamente determinados como sendo inteiramente afro-americanos". Wheaton afirmou que "Code of Honor" era o tipo de episódio de primeira temporada que faria qualquer outra série ser cancelada em meados da temporada se não tivesse um apoio tão grande dos fãs. James Hunt da Den of Geek definiu o episódio como racista, escrevendo que "isto não é apenas televisão ruim, é abertamente ofensivo e parece fazer seu melhor esforço para desfazer algumas das lições mais importantes que a série original transmitiu aproximadamente 25 anos depois de supostamente as termos aprendido". No geral, Hunt achou que era "bem possivelmente é a pior coisa de Star Trek já feita".
Zack Handlen da The A.V. Club disse que os ligonianos eram "unidimensionais" e que no geral "Code of Honor" não criava nenhum investimento emocional, resumindo o episódio como "Eu não sei se eu acreditaria que uma série excelente poderia sair de [The Next Generation] depois de assistir ['Code of Honor'], mas eu pelo menos poderia dizer que era promissor sem soar um tolo completo". Keith R. A. DeCandido da Reactor achou que o episódio estava repleto de clichês e que só era racista por causa da seleção de elenco, apesar de não haver nada disso no roteiro, comentando que "Se os ligonianos tivessem sido interpretados por pessoas brancas, diálogo algum mudaria e ninguém chamaria de racista". Michelle Erica Green da TrakToday achou que o ritmo era lento e que a cena de luta era "desajeitada e embaraçosa", sugerindo que isto talvez estivesse relacionado com a oposição do elenco e da equipe sobre o episódio. Para Green, a única coisa boa de "Code of Honor" era a cena em que Geordi La Forge explica humor para Data.
O roteirista Tracy Tormé definiu "Code of Honor" como "África tribal dos anos 1940", dizendo que a cena de combate no final parecia a luta do capitão James T. Kirk contra Spock no episódio "Amok Time" de Star Trek: The Original Series. O roteirista Maurice Hurley disse que era "uma boa ideia, mas a execução deu tudo errado. Novamente, se você pegar aquele roteiro e se for dito aos atores para darem uma pegada diferente, esse programa teria sido diferente. Mas tornou-se muito barroco e ruiu. Mas o conceito de ter um cara dizendo 'Preciso que alguém mate minha esposa e esta é a pessoa' é uma boa ideia". Alguns membros do elenco, como o ator Jonathan Frakes, tentaram impedir que o episódio fosse reexibido, com Frakes inclusive afirmando que era uma "merda racista". Brent Spiner também achou que foi racista, comentando que "Talvez não intencionalmente, mas pareceu assim e parece assim hoje". Michael Dorn disse que desejava que o episódio nunca tivesse sido feito e ficou feliz por não ter aparecido nele.

## Mídia caseira
A primeira vez que "Code of Honor" foi disponibilizado em mídia caseira foi em 5 de setembro de 1991 quando foi lançado no formato VHS nos Estados Unidos e Canadá. Foi lançado em LaserDisc no Japão em 10 de junho de 1995 como parte da coleção da primeira metade da primeira temporada. Foi lançado em DVD em 26 de março de 2002 como parte da coleção completa da primeira temporada. Foi remasterizado e lançado em Blu-ray em 24 de julho de 2012 como parte da coleção da primeira temporada.